# Old Mutual
Das Unternehmen Old Mutual plc, gelistet in der LSE in London, ist ein internationaler Versicherungskonzern. Ursprünglich mit Hauptsitz in Südafrika und dort fokussiert hat das Unternehmen gegenwärtig seinen Hauptsitz in London. In Südafrika besitzt das Unternehmen die Nedbank Group Ltd. (früher bekannt unter Nedcor), Südafrikas größte Bankengruppe und Mutual & Federal, der zweitgrößte Eigentums- und Schadensversicherer in Südafrika. Die Firma hat auch kleinere Unternehmensprojekte in Namibia, Kenia, Malawi und Simbabwe.
Das Unternehmen wurde ursprünglich 1845 gegründet. Das Versicherungsunternehmen übernahm 2006 die Mehrheit an dem schwedischen Versicherer Skandia.

## Unternehmensgeschichte

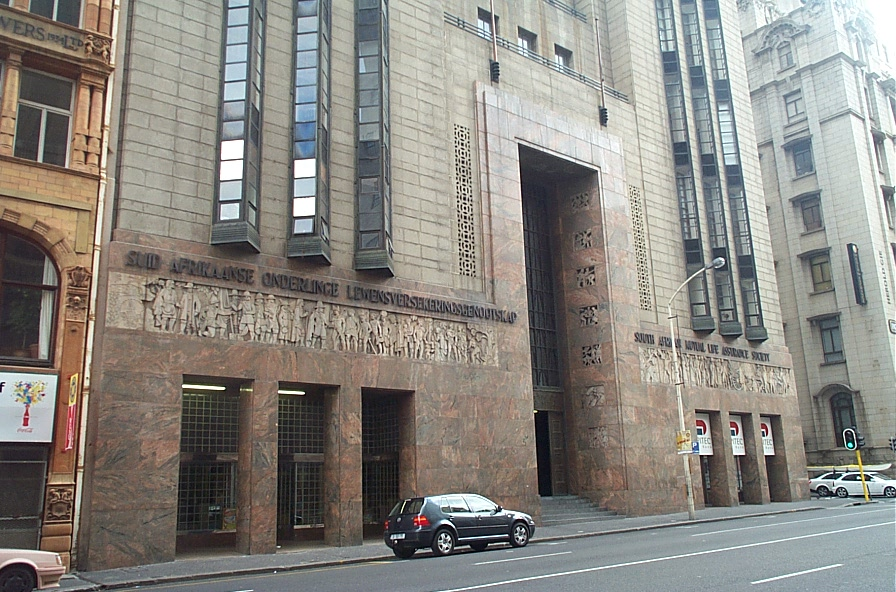
Ursprünglicher Hauptsitz von Old Mutual, Kapstadt

1845 wurde die Mutual Life Assurance Society of the Cape of Good Hope von 166 Mitgliedern in der Kapkolonie gegründet; das Startkapital bestand ausschließlich aus den Versicherungsbeiträgen der ersten Mitglieder. Unternehmensform war die „Mutual insurance“, deren deutsche Entsprechung der Versicherungsverein auf Gegenseitigkeit ist. 1870 entwarf Charles Bell das Emblem der Old Mutual. John Xavier Merriman, der Vorsitzende der Old Mutual, war von 1908 bis zur Bildung der Südafrikanischen Union im Jahre 1910 der Premierminister der Kapkolonie.
1927 eröffnete die Old Mutual ihr erstes Büro in Salisbury (heute Harare), der Hauptstadt von Simbabwe. 1954 überstieg die Vertragszahl die 1-Millionen-Grenze.
1966 wurde das Tochterunternehmen South African Mutual Unit Trust Company Limited gegründet. 1971 übersteigen die Beitragseinnahmen erstmals die Grenze von 100 Millionen Rand, 1982 wird die Grenze von 1 Mrd. Rand überschritten. 1995 wurde das Tochterunternehmen Old Mutual Investment Advisers mit Sitz in Boston in den USA gegründet. Im gleichen Jahr werden auch Büros in Hongkong und Guernsey eröffnet. 1997 und 1998 werden die beiden britischen Investmentgesellschaften Capel-Cure Myers und Albert E Sharp aufgekauft und zu einer Gesellschaft unter dem Namen Capel-Cure Sharp fusioniert.
Im Mai 1999 beschlossen die Mitglieder der South African Mutual Life Assurance Society die Demutualisierung. Ab 12. Juli 1999 wurde Old Mutual an verschiedenen Börsen notiert.
Im September 2000 wurde für 2,2 Mrd. $ die United Asset Management Corporation übernommen und zur Old Mutual Asset Management US umbenannt.
Anfang 2006 übernahm Old Mutual das schwedische Versicherungsunternehmen Skandia. Hierdurch erlangt Old Mutual Zugang in die Versicherungsmärkte von anderen europäischen Ländern, in Lateinamerika, im Fernen Osten und Australien. Das Delisting der Aktien der Skandia von den Börsen in Stockholm und London erfolgte am 23. März 2006.
Für das Geschäftsjahr 2007 erzielte Old Mutual bei 16,7 Mrd. £ Umsätzen einen Gewinn von 1,2 Mrd. £. Die Gruppe beschäftigte über 50.000 Mitarbeiter.

## Aktionärsstruktur
Mit Stand August 2025 waren folgende Hauptaktionäre publiziert:
| Aktionär                                 | Anteil  |
| ---------------------------------------- | ------- |
| Public Investment Corporation (SOC) Ltd. | 17,34 % |
| BlackRock Fund Advisors                  | 4,5 %   |
| The Vanguard Group                       | 3,81 %  |
| Sanlam Investment Management (Pty) Ltd.  | 3,49 %  |
| Wellington Management Company            | 2,64 %  |